# Salix gyirongensis
Salix gyirongensis — вид квіткових рослин із родини вербових (Salicaceae).

## Морфологічна характеристика
Це повзучий кущ до 3 см заввишки; стовбур повзучий. Молоді гілочки жовтувато-коричневі або червонуваті, волосисті. Листкова пластинка яйцювато-довгаста, 7–10 × 2–4 мм, абаксіально (низ) зеленувата чи бліда, волосиста, адаксіально яскраво-зелена, гола, край цільний, зазвичай загорнутий, верхівка злегка загострена чи клинуватий. Сережка кінцеві, яйцеподібні. Чоловіча сережка ≈ 1 см, малоквіткова. Чоловіча квітка: тичинок 2; пиляки пурпурові, кулясті.

## Середовище проживання
Тибет, Сичуань. Населяє чагарники; на висотах 4400 метрів.